# Козульський район
Козульський райо́н (рос. Козульский район) — адміністративно-територіальна одиниця (район) та муніципальне утворення (муніципальний район) в західній частині Красноярського краю Росії. Площа 5305 км². Населення - 15 971 осіб (2020 рік).
Адміністративний центр - смт Козулька.

## Історія
Район утворений 4 квітня 1924 року.

## Економіка
Підприємства району: Новокозульський ліспромгосп.